# Psilopa
Psilopa (лат.) — род мух из семейства береговушек (Ephydridae) отряда Двукрылые. Встречаются повсеместно.

## Распространение
Встречаются повсеместно.

## Описание
Мелкие или умеренно мелкие береговые мухи-береговушки, длина тела 1,35—2,85 мм. Лицо гладкое, без поперечных бороздок. Микротоментум обычно редкий или отсутствует, кажется субблестящим или блестящим; у большинства видов черноватый. Голова в боковом виде с антенной, вставленной в дорсальную 1/4; педицель короткий, субтреугольный, с дорсоапикальным лепестком, несущим дорсоапикальную шиповидную щетинку, равную по крайней мере половине длины базального членика жгутика; базальный членик жгутик длиннее педицеля, максимум вдвое длиннее ее высоты; скапус не выдается; ариста с 6—10 дорсальными лучами; лоб заметно шире длины, по крайней мере вдвое; крупные реклинатная и проклинатная фронтоорбитальная щетинки; псевдопостоцеллярные волоски отсутствуют или слабо развиты.

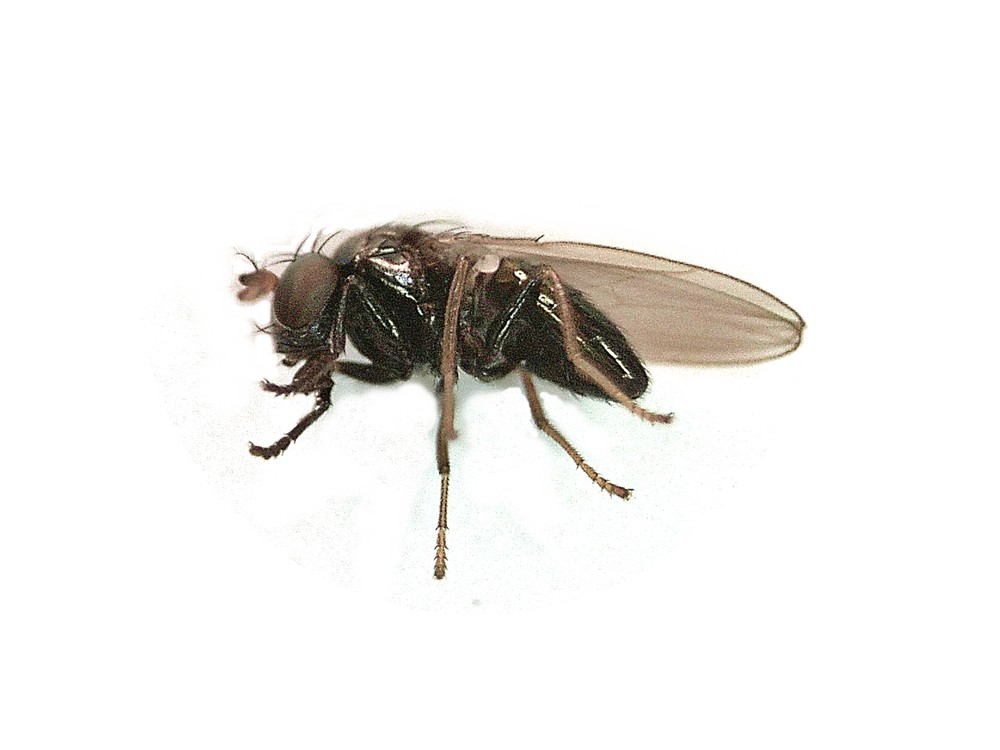
Psilopa nitidula
- Видео

## Систематика
Таксон Psilopa был впервые выделен в 1823 году шведским энтомологом Карлом Фредриком Фалленом (1764—1830). В качестве типового вида был выбран Notiphila nitidula Fallén, 1813 указанием итальянского энтомолога Камилло Рондани в 1856 году. В 2018 году в ходе ревизии из рода Psilopaбыл выделен род Diasemocera  Bezzi, 1895, который восстановили из синонимии (ранее он был подродовом статусе в составе Psilopa). Psilopa близок к родам Ceropsilopa, Leptopsilopa, Trimerina, Clanoneurum, Diasemocera и Cnestrum. От сходных родов (например, от Diasemocera) таксон Psilopa отличается следующими признаками: один крупный лицевой волосок; педицель с крупным дорсоапикальным шипом и почти такой же длины как базальный членик жгутик; предшовная супраалярная щетинка имеет длину меньше передней нотоплевральной щетинки.

### Классификация
Род Psilopa включает около 50 видов.
- Psilopa aeneonigra Loew, 1878
- Psilopa aethiopiae Canzoneri, 1987[7]
- Psilopa angola Cresson, 1949[8]
- Psilopa antennata Becker, 1914
- Psilopa apicalis (Perris, 1847)
- Psilopa atlantica  Canzoneri, 1981[9]
- Psilopa clara  (Wollaston, 1858)
- Psilopa compta  (Meigen, 1830)
- Psilopa confentei  Canzoneri, 1991[10]
- Psilopa desmata  Williston, 1896
- Psilopa dupla  Cresson, 1940
- Psilopa elsa  Dahl, 1973[11]
- Psilopa fannya  Dahl, 1973
- Psilopa flaviantennalis  Miyagi, 1977[12]
- Psilopa flavida  Coquillett, 1900
- Psilopa flavimanus  Hendel, 1913
- Psilopa gigantea  Canzoneri & Meneghini, 1969[13]
- Psilopa gracilis  Dahl, 1968
- Psilopa grisescens  Frey, 1958
- Psilopa iceryae  Cresson, 1946
- Psilopa insolita  Canzoneri & Meneghini, 1969
- Psilopa irregularis  Malloch, 1934
- Psilopa leucostoma  (Becker, 1907)[14]
- Psilopa loewi  Mathis & Zatwarnicki, 2004[15]
- Psilopa mackiei  Cresson, 1946
- Psilopa meneghinii  Canzoneri, 1986[16][17]
- Psilopa mentita  Cresson, 1925
- Psilopa metallica (Hutton, 1901)
- Psilopa nigrina  Cogan, 1980
- Psilopa nilotica  (Becker, 1903)[18]
- Psilopa nitidifacies  Frey, 1958
- Psilopa nitidissima  Lamb, 1912
- Psilopa nitidula  (Fallén, 1813)
- Psilopa obscuripes  Loew, 1860
- Psilopa pectinata  Hendel, 1931
- Psilopa pillinosa  (Kertesz, 1901)
- Psilopa polita  (Macquart, 1835)
- Psilopa pulchripes  Loew, 1878
- Psilopa rufibasis  Collin, 1949
- Psilopa rufipes  Hendel, 1913
- Psilopa senegalensis  Canzoneri, 1981
- Psilopa similis  Cresson, 1918
- Psilopa sinensis  Canzoneri, 1993
- Psilopa singaporensis  (Kertész, 1901)
- Psilopa stackelbergi  Nartshuk, 1970
- Psilopa thora  Dahl, 1973
- Psilopa tonsa  Loew, 1852
- Psilopa urbana  Canzoneri & Rampini, 1994[19]
- Psilopa victoria  Mathis & Zatwarnicki, 2003[20]
- Psilopa violacea  Canzoneri & Meneghini, 1969
- Psilopa wangi  Zhou, Yang & Zhang, 2012[21]